# 2019年中央广播电视总台春节联欢晚会
2019年中央广播电视总台春节联欢晚会，简称2019年央視春晚，是中央广播电视总台于2019年2月4日（农历戊戌十二月三十除夕）為慶祝猪年新年舉辦的4K超高清綜藝性文藝晚會，由刘真担任总导演。在吉林长春、江西吉安井冈山、广东深圳三地设立分会场。康辉、朱迅、任鲁豫、李思思、尼格买提担任北京中央广播电视总台总部大楼一号演播大厅主会场主持；张泽群、杨帆担任长春分会场主持；张宇、尹颂担任吉安井冈山分会场主持；杨帆、庞玮担任深圳分会场主持。
本届央视春晚是自1983年开办以来举办的第37届晚会，也是中央广播电视总台组建成立后举办的首届春节联欢晚会。
晚会于2019年2月4日（农历戊戌十二月三十除夕）播出。当晚，中央电视台综合频道、中央电视台综艺频道、中央电视台中文国际频道、中央电视台军事·农业频道、中央电视台少儿频道、中央广播电视总台4K超高清频道、深圳卫视、安徽卫视、江苏卫视、东方卫视、浙江卫视全程同步直播。中央人民广播电台中国交通广播同步音频直播。中央人民广播电台中国之声、中央人民广播电台文艺之声、中国国际广播电台环球资讯广播择时插播。

## 前期安排工作
2019年1月13日，中央广播电视总台与中国移动、华为公司在广东深圳开展5G网络4K电视传输测试。此次测试通过中国移动的5G试验网络，将央视春晚深圳分会场4K超高清信号回传至北京机房，同时将4K超高清北京景观信号传送至位于深圳分会场的总台4K超高清转播车展现实时信号，从而为本届春晚5G技术的应用做好准备。1月28日，中央广播电视总台、中国联通、华为公司又在吉林长春启动5G网络VR实时制作传输测试。
2019年1月17日，百度与央视联合宣布，百度成为本届春晚的红包赞助商，观众可通过手机百度客户端参与红包互动。翌日，央视春晚与抖音短视频举行发布会，宣布抖音成为本届春晚的独家社交媒体传播平台。
2019年1月25日，央视宣布了本届春晚的主题，其主题为“奋进新时代、欢度幸福年”，同时在各类别节目方面彰显创新。
2018年12月，央视宣布启动本届春晚的节目审查工作。2019年1月25日，本届春晚举行第一次联排。
2019年1月31日下午，央视举行了春晚的发布会，介绍了本次春晚的主题、本届春晚节目亮点及多项技术创新应用以及主持人名单。发布会上，官方公布了电视、广播、网络等播出途径。中央电视台综合频道、中央电视台综艺频道、中央电视台中文国际频道、中央电视台军事·农业频道、中央电视台少儿频道、中央广播电视总台4K超高清频道、CCTV大富、中国中央电视台娱乐频道、深圳卫视、安徽卫视、江苏卫视、东方卫视及浙江卫视对春晚进行播出。中央人民广播电台中国之声、中国国际广播电台环球资讯广播等多频率也将安排播出。此外，央视网将统筹各终端，多平台进行春晚全球同步直播，将首次覆盖台湾YouTube用户，同时首次联合视频网站Dailymotion提供春晚直播及点播服务；央视新闻客户端、央视新闻移动网也将同步直播春晚。 

## 播出信息
在除夕当晚，中央电视台综合频道、中央电视台综艺频道、中央电视台中文国际频道、中央电视台军事·农业频道、中央电视台少儿频道、中央广播电视总台4K超高清频道、深圳卫视、安徽卫视、江苏卫视、东方卫视及浙江卫视全程并机直播春晚，央视网多平台、央视影音客户端、央视新闻客户端、央视新闻移动网全球同步直播。在广播方面，中央人民广播电台中国交通广播对春晚进行全程同步音频转播；中央人民广播电台中国之声、中央人民广播电台文艺之声、中国国际广播电台环球资讯广播在除夕特别节目中插播春晚节目。春晚直播过程中，央视新闻和央视网随播出的进程实时对春晚节目和精彩片段进行剪辑和包装，并以短视频的形式在移动端发布。央视国际网络有限公司独家享有通过网络向公众传播该届晚会的权利。爱奇艺、腾讯视频、优酷网、快手、新浪微博、腾讯音乐、网易云音乐获得通过互联网传播该届春晚的授权。晚会直播首次覆盖台湾地区YouTube用户，同时首次联合视频网站Dailymotion提供春晚直播及点播服务。在日本，视频网站Niconico进行转播 在电视端，中央电视台综合频道、中央电视台综艺频道、中央电视台中文国际频道、中央电视台军事·农业频道、中央电视台少儿频道、中央广播电视总台4K超高清频道、深圳卫视、安徽卫视、江苏卫视、东方卫视及浙江卫视对春晚进行梯次重播。新媒体方面，央视网各平台、央广网、国际在线通过多种方式安排春晚精彩节目重播。在广播端，中央人民广播电台中国之声、中国国际广播电台环球资讯广播等多频率按照自身定位，对春晚优质节目安排多轮重播。中国国内有239家电视频道对央视春晚进行同步转播。晚会通过全球218家海外合作方在162个国家和地区落地播出。2019年2月6日（农历正月初二）晚，深圳分会场完整版《拥抱春天——2019深圳春节联欢晚会》在中央电视台综艺频道和深圳卫视同步播出。
全球200多个国家和地区的690多家媒体对该届春晚进行报道。其中，美国、英国、日本、巴西、新加坡、澳大利亚、马来西亚、印度等国家的近280家媒体对春晚进行部分或全程转播。美国、澳大利亚、英国、马来西亚、印度等100多个国家的LED屏、电视台播放由中央广播电视总台制作的多语种LED屏版春晚。

## 节目单
- 总策划：朱彤，艺术总监：郎昆，總導演：刘真，总撰稿：秦新民
- 主持人：
  - 康辉、朱迅、任鲁豫、李思思、尼格买提（北京中央广播电视总台总部大楼一号演播大厅主会场）
  - 张泽群、杨帆（吉林广播电视台）（长春分会场）
  - 张宇、尹颂（江西广播电视台）（吉安井冈山分会场）
  - 杨帆、庞玮（深圳卫视）（深圳分会场）[10][11]

| 序号 | 類型 | 节目 | 表演者 |
| ---- | --- | --- | --- |
| 0    | | 开始前广告 | 古井贡酒 年份原浆、拼多多购物APP提示您春节联欢晚会即将开始（表盘显示：2019年春节联欢晚会） |
| 0    | 古井贡酒 年份原浆、拼多多购物APP邀您共赏春节联欢晚会                                                      | 开始前广告 | |
| 0    | 过大年、喝古井、看春晚 古井贡酒 年份原浆、观看拼多多购物APP九块九亿一两足金小金猪                         | 开始前广告 | |
| 0    | 开头报时（由美的集团赞助）                                                                                | 【旁白】2019过更美的年，美的集团诚邀全球华人一起观看春节联欢晚会（表盘显示：美的集团诚邀全球华人一起观看春节联欢晚会） | |
| 1    | 开场舞蹈                                                                                                  | 《春海》 | 领舞：王倩、宋玉龙、李响、敖定雯、李荣志、林清景等 表演：山东艺术学院舞蹈学院、山东师范大学音乐学院、南宁市艺术剧院有限责任公司、吉林市歌舞团等 |
| 2    | | 三地分会场拜年 | 三地分会场拜年 |
| 2    | 歌舞 | 《过新年》（吉安井冈山分会场）                                                                                         | 表演：井冈山大学、吉安职业技术学院、江西省瑞金市红舞星舞蹈培训学校、井冈山小学 |
| 2    | 歌舞 | 《红太阳照边疆》（长春分会场）                                                                                         | 朝鲜族跳板表演：池春兰、廉春美、展新、崔红兰 朝鲜族象帽舞表演：丁宇、全权日、卢家宝、王晨 |
| 2    | 歌舞 | 《花开南国》（深圳分会场）（深圳卫视节目）                                                                             | |
| 3    | 舞蹈 | 《百狮报喜贺新春》 | 领舞：刘迦 表演：佛山市南海区比麟堂、中南民族大学音乐舞蹈学院、四川大学艺术学院、西华大学音乐与舞蹈学院、中国电信武汉艺术团、中国邮政艺术团、河南少林塔沟武校等 |
| 4    | 相声 | 《妙言趣语》 | 表演：岳云鹏、孙越 |
| 5    | 歌舞 | 《中国喜事》 | 演唱：凤凰传奇、钟汉良、迪丽热巴、张艺兴、周冬雨 表演：南宁艺术剧院有限责任公司、中国邮政艺术团、中国电信武汉艺术团等 |
| 6    | 创意表演                                                                                                  | 《青春跃起来》 | 表演：李易峰、朱一龙 · 扣篮酷王团队（ 斯洛維尼亞）、重力领主花式扣篮团队（ 匈牙利）、JS花式篮球蹦床扣篮表演队、延安STC舞蹈工作室（《2018我要上春晚》晋级选手）、华东师范大学全明星健美操啦啦操队（《2018我要上春晚》选送）、浙江稠州蕞红啦啦队（《2018我要上春晚》选送） |
| 7    | | 融媒体互动（一） | 融媒体互动（一） |
| 8    | 小品 | 《站台》 | 表演：尚大庆、李文启、黄晓娟、佟大为、杨紫、王自健、孙茜、李闯 表演：北京现代音乐研修学院、北京奕城文化传媒有限公司 |
| 9    | 歌舞 | 《妈，我回来啦》 | 演唱：容祖儿、林志炫、沙宝亮、涵子（海外华人） 表演：南宁艺术剧院有限责任公司、中国邮政艺术团、中国电信武汉艺术团等 |
| 10   | | 江西吉安井冈山分会场节目                                                                                               | 江西吉安井冈山分会场节目 |
| 10   | 歌舞 | 《魅力井冈》 | 表演：井冈山大学、吉安职业技术学院 |
| 10   | 歌舞 | 《请茶歌》 | 演唱：刘涛、黄晓明 |
| 10   | 歌舞 | 《映山红》 | 演唱：吉克隽逸 |
| 10   | 朗诵 | 《可爱的中国》 | 表演：刘劲、刘佩琦、李光洁 |
| 10   | 歌舞 | 《新的天地》 | 演唱：郁可唯、平安、喻越越 |
| 11   | 戏曲 | 《锦绣梨园》 | 表演：闫巍、吴奇峪、王胜男、浙江婺剧艺术研究院、吉林市歌舞团、河南少林塔沟武校、空军蓝天幼儿艺术团 |
| 11   | 京剧 | 《合家欢》 | 表演：袁慧琴、康静、汤兰 |
| 11   | 豫剧 京剧                                                                                                 | 《观灯》 | 表演：金不换、谈元、邵海龙 |
| 11   | 黄梅戏 越剧                                                                                               | 《梁山伯与祝英台》 | 表演：赵媛媛、陈雪萍、程丞、吴美莲、廖琪瑛、娄周英 |
| 11   | 粤剧 | 《粤韵新篇》 | 表演：曾小敏、彭庆华、文汝清 |
| 11   | 京剧 | 《赤桑镇》 | 表演：孟广禄、方旭、王嘉庆 |
| 11   | 京剧 | 《庆丰年》 | 表演：王佩瑜、张建峰、杜喆 |
| 11   | 京剧 | 《智取威虎山》 | 表演：胡文阁、五一幼儿园 |
| 12   | | 融媒体互动（二） | 融媒体互动（二） |
| 13   | 小品 | 《办公室的故事》 | 表演：闫妮、周一围、吴海龙、张维威、沈月、李栋、李佳旭 舞蹈：南宁市艺术剧院有限责任公司 |
| 14   | 歌舞 | 《时间的远方》 | 演唱：孙楠、张杰 表演：中南民族大学音乐舞蹈学院 |
| 15   | 武术 | 《少林魂》 | 表演：河南少林塔沟武校 |
| 16   | 小品 | 《“儿子”来了》 | 表演：葛优、蔡明、潘长江、乔杉、翟天临、郭晓小 |
| 17   | 歌舞 | 《我们都是追梦人》 | 演唱：秦岚、江疏影、景甜、王俊凯、王源、易烊千玺（TFBOYS）、吴磊 表演：吉林市歌舞团、北京体育大学艺术团轮滑队等 |
| 18   | 魔术 | 《魔壶》 | 表演：刘谦 |
| 19   | 小品 | 《占位子》 | 表演：沈腾、马丽、艾伦、常远、魏翔 |
| 20   | | 公益广告《美丽中国幸福年》                                                                                             | 公益广告《美丽中国幸福年》 |
| 21   | 歌舞 | 《找朋友》 | 表演：空军蓝天幼儿艺术团、东莞市长安镇中心幼儿园（《2018我要上春晚》晋级选手） |
| 22   | 歌舞 | 《今夜无眠》 | 演唱：费玉清、陈慧琳 领舞：李荣志、戚缤月、朱清浩、王雨童、孔伟凯、李心玥 表演：吉林市歌舞团等 |
| 23   | | 融媒体互动（三） | 融媒体互动（三） |
| 24   | 小品 | 《演戏给你看》 | 表演：孙涛、林永健、句号 |
| 25   | | 吉林长春一汽分会场节目                                                                                                 | 吉林长春一汽分会场节目 |
| 25   | 歌舞 | 《雪花赋》 | 演唱：杨宗纬、杨颖 表演：北京冬奥文化活动部、吉林市体育局冰上运动管理中心等 |
| 25   | 歌舞 | 《时代号子》 | 演唱：刘烨、白宇 |
| 26   | 舞蹈 | 《敦煌飞天》 | 领舞：鲁娜、邱芸庭、王济禹等 表演：中央芭蕾舞团、北京舞蹈学院芭蕾舞系等 |
| 27   | | 公益广告《过年》 | 公益广告《过年》 |
| 28   | 歌舞 | 《我和我的祖国》 | 演唱：郭淑珍、李光羲、胡松华、刘秉义、于淑珍、杨洪基、德德玛、关牧村、张英席、金婷婷、霍勇、周晓琳、钟丽燕、夏利奥 表演：四川大学艺术学院、西华大学音乐与舞蹈学院等 |
| 29   | 小品 | 《啼笑皆非》 | 表演：贾玲、张小斐、许君聪 |
| 30   | | 融媒体互动（四） | 融媒体互动（四） |
| 31   | 歌舞 | 《我奋斗 我幸福》 | 演唱：成龙、陈伟霆、邓伦 捌拍未来艺术中心等 |
| 32   | 歌舞 | 《幸福中国一起走》 | 演唱：张也、吕继宏 表演：山东艺术学院舞蹈学院、山东师范大学音乐学院等 |
| 33   | | 特别设计 | （一）全国道德模范、时代楷模拜年 （二）“英雄航班”川航3U8633机组、电影《中国机长》演员张涵予、杜江、袁泉 |
| 34   | 歌舞 | 《点赞新时代》 | 演唱：乌兰图雅（《2018我要上春晚》晋级选手）、师鹏、沙溢、胡可、云朵、云飞 领舞：张权威、王广成（《2018我要上春晚》晋级选手） 表演：贵州师范大学音乐学院、陕西省艺术馆民间社团、延安市安塞区民间艺术培训中心、哈尔滨市阿城区文化馆群众舞蹈团、海口市群众艺术馆群星舞蹈团、海口市琼山中学舞蹈团、四川省广安市前锋区宕渠舞蹈队、北京市东城区第二文化馆、北京市延庆区文化馆舞蹈团、山东省招远市实验幼儿园金娃艺术团 |
| 35   | | 广东深圳分会场（深圳卫视节目）                                                                                         | 广东深圳分会场（深圳卫视节目） |
| 35   | 歌舞 | 《青春畅想》 | 演唱：韩雪、关晓彤、王嘉、魏大勋、台风少年团 |
| 35   | 歌舞 | 《朋友》 | 演唱：周华健、任贤齐 钢琴演奏：郎朗 |
| 36   | 零点压轴歌舞                                                                                              | 《和祖国在一起》 | 演唱：韩磊、雷佳 表演：吉林市歌舞团、四川大学艺术学院等 |
| 37   | | 零点钟声（由美的集团赞助）                                                                                             | 【旁白】美的集团向全球华人拜年 |
| 38   | | 三地分会场拜年 | 三地分会场拜年 |
| 38   | 东北民歌                                                                                                  | 《正对花》（长春分会场）                                                                                               | |
| 38   | 歌舞 | （吉安井冈山分会场）                                                                                                   | 刘涛、黄晓明、吉克隽逸、刘劲、刘佩琦、李光洁、郁可唯、平安、喻越越 |
| 38   | 歌舞 | 《拥抱春天》（深圳分会场）（深圳卫视节目）                                                                             | |
| 39   | 歌舞 | 《同心共筑中国梦》 | 演唱：曹芙嘉、弦子、阿云嘎、昂萨（《星光大道》2018年度总冠军）、聚来提 领舞：冯敬雅、热希丹、索朗群旦、赛博渊、黄海芸、梅郎、李俊霖、太永春、朱建民 |
| 40   | 杂技 | 《争奇斗技》 | 表演：河南省杂技团、济南杂技团、大连战士红星艺术团、广西杂技团、沧州杂技团高红星（《2018我要上春晚》晋级选手）、纪咏勋（《2018我要上春晚》晋级选手）、宜宾市杂技团 |
| 41   | 特别设计                                                                                                  | 《绽放》 | 表演：林志玲、武汉汉秀艺术团、湖北省体育局花样游泳队、湖南省体育局花样游泳队、辽宁芭蕾舞团 |
| 42   | 小品 | 《爱的代驾》 | 表演：郭冬临、邵峰等 |
| 43   | 歌曲 | 《夜空中最亮的星》 | 演唱：于毅、扎西平措、傲日其愣（均为《2018我要上春晚》晋级选手） |
| 44   | | 公益广告《新春新声》                                                                                                   | 公益广告《新春新声》 |
| 45   | 舞蹈 | 《英姿》 | 领舞：李祎然、王家鑫、胡图兰 表演：成都市文化艺术学校、四川省歌舞剧院有限责任公司、四川艺术职业学院 |
| 46   | 结尾歌舞/结束曲/片尾曲                                                                                    | 《难忘今宵》（最后一曲）                                                                                               | 演唱：李谷一、刘和刚、王莉、汤非（结尾合唱因） |
| 46   | 任鲁豫：亲爱的朋友们，2019年的春节联欢晚会到这里就全部结束了，再次祝大家春节的快乐。明年的春晚， 合：再见 | | |

### 实际版本
以下为除夕直播当天实际的节目单（依次排序）。
- （开头报时，由美的集团冠名）
- 《春海》
- 《花开南国》（深圳分会场）（深圳卫视节目）
- （1-46，新媒体互动，公益广告，依次排列，与公布的节目单相同）
- 《中国喜事》
- 《青春跃起来》
- 《妈，我回来啦》
- 《今夜无眠》
- 《雪花赋》（长春分会场）
- 《我奋斗 我幸福》
- 《青春畅想》（深圳分会场）（深圳卫视节目）
- 《朋友》（深圳分会场）（深圳卫视节目）
- （零点钟声，由美的集团冠名）
- 《拥抱春天》（深圳分会场）（深圳卫视节目）
- 《新春新声》

其间：时间流逝，直至北京时间2月4日（农历猪年正月初一）00:48:00结束。

## 播出时间
| 播出频道 | 所在地                 | 播映日期     | 播出时间   | 备注                                                     |
| --- | ---------------------- | ------------ | ---------- | -------------------------------------------------------- |
| 中央电视台综合频道（CCTV-1）（含港澳版，now寬頻電視541、澳广视71、港台电视33、33A）                                        | 中国大陆 · 香港 · 澳門 | 2019年2月4日 | 20:00      | 现场直播                                                 |
| 中央电视台综艺频道（CCTV-3）                                                                                               | 中国大陆 · 香港 · 澳門 | 2019年2月4日 | 20:00      | 现场直播                                                 |
| 中央电视台中文国际频道（CCTV-4）                                                                                           | 中国大陆 · 香港 · 澳門 | 2019年2月4日 | 20:00      | 现场直播                                                 |
| 中央电视台军事·农业频道（CCTV-7）                                                                                          | 中国大陆 · 香港 · 澳門 | 2019年2月4日 | 20:00      | 现场直播                                                 |
| 中央电视台少儿频道（CCTV-14）                                                                                              | 中国大陆 · 香港 · 澳門 | 2019年2月4日 | 20:00      | 现场直播                                                 |
| 中央电视台海外娱乐频道（CCTV-娱乐）                                                                                        | 中国大陆 · 香港 · 澳門 | 2019年2月4日 | 20:00      | 现场直播                                                 |
| 中央广播电视总台4K超高清频道（CCTV UHD）                                                                                   | 中国大陆 · 香港 · 澳門 | 2019年2月4日 | 20:00      | 现场直播                                                 |
| 中央广播电视总台央广中国交通广播                                                                                           | 中国大陆               | 2019年2月4日 | 20:00      | 同步音频直播                                             |
| 中央广播电视总台央广中国之声                                                                                               | 中国大陆               | 2019年2月4日 | 20:00      | 择时插播                                                 |
| 中央广播电视总台央广文艺之声                                                                                               | 中国大陆               | 2019年2月4日 | 20:00      | 择时插播                                                 |
| 中央广播电视总台国际台环球资讯广播                                                                                         | 中国大陆               | 2019年2月4日 | 20:00      | 择时插播                                                 |
| 全国各地大部分卫星电视频道、地面无线电视频道、公交车移动电视频道（合深圳卫视、安徽卫视、江苏卫视、东方卫视、浙江卫视转播） | 中国大陆               | 2019年2月4日 | 20:00      | 全程转播                                                 |
| YouTube、爱奇艺（含台湾站）、腾讯、优酷、快手、新浪微博、腾讯音乐、网易云音乐                                              | 中国大陆 · 臺灣        | 2019年2月4日 | 20:00      | 网台联播                                                 |
| 央视频、央视新闻新媒体、央视网、央广网、国际在线                                                                           | 中国大陆               | 2019年2月4日 | 20:00      | 网络直播                                                 |
| CCTV大富 | 日本                   | 2019年2月4日 | 20:00      | 转播央视公共信号画面，针对主播场白进行日语同声传译。     |
| Niconico動畫 | 日本                   | 2019年2月4日 | 20:00      | 网台联播，日文字幕同步显示。                             |
| 澳視高清台 | 澳門                   | 2019年2月4日 | 20:00      | 转播中央电视台中文国际频道亚洲版画面。                   |
| 美国中文电视 | 美国                   | 2019年2月4日 | 20:00      | 转播中央电视台中文国际频道美洲版画面。                   |
| 凤凰卫视美洲台 | 美国                   | 2019年2月4日 | 20:00      | 转播中央电视台中文国际频道美洲高清版画面                 |
| 八度空间8TV | 马来西亚               | 2019年2月4日 | 23:00-完毕 | 转播中央电视台中文国际频道亚洲版画面、马来西亚同步播出。 |

### 重播
| 播出频道                                                                            | 所在地                 | 播映日期                  | 播出时间                                                      | 备注                                                                       |
| ----------------------------------------------------------------------------------- | ---------------------- | ------------------------- | ------------------------------------------------------------- | -------------------------------------------------------------------------- |
| 中央电视台综合频道（CCTV-1）（含港澳版，now寬頻電視541、澳广视71、港台电视33、33A） | 中国大陆 · 香港 · 澳門 | 2019年2月5日              | 8:37-14:00（中插《新闻30分》）                                | 重播                                                                       |
| 中央电视台财经频道（CCTV-2）                                                        | 中国大陆 · 香港 · 澳門 | 2019年2月5日              | 6:00-11:00                                                    | 重播                                                                       |
| 中央电视台综艺频道（CCTV-3）                                                        | 中国大陆 · 香港 · 澳門 | 2019年2月5日              | 6:00-11:00                                                    | 重播                                                                       |
| 中央电视台中文国际频道（CCTV-4）                                                    | 中国大陆 · 香港 · 澳門 | 2019年2月5日 2019年2月6日 | 8:30-15:30（中插《中国新闻》） 8:30-15:30（中插《中国新闻》） | 重播                                                                       |
| 中央电视台军事·农业频道（CCTV-7）                                                   | 中国大陆 · 香港 · 澳門 | 2019年2月5日 2019年2月6日 | 8:00-14:00 7:00-13:00                                         | 重播                                                                       |
| 中央电视台少儿频道（CCTV-14）                                                       | 中国大陆 · 香港 · 澳門 | 2019年2月5日              | 6:00-11:00                                                    | 重播                                                                       |
| 中央广播电视总台4K超高清频道（CCTV UHD）                                            | 中国大陆 · 香港 · 澳門 | 2019年2月5日              | 6:00-11:00                                                    | 重播                                                                       |
| 北京卫视                                                                            | 中国大陆 · 香港 · 澳門 | 2019年2月5日              | 1:00-6:00                                                     | 录制中央电视台综合频道版本。                                               |
| CCTV大富                                                                            | 日本                   | 2019年2月5日              | 6:00-11:00                                                    | 转播央视公共信号画面，针对主播场白进行日语同声传译。                       |
| 八度空间8TV                                                                         | 马来西亚               | 2019年2月5日              | 7:00-10:00                                                    | 录制中央电视台中文国际频道亚洲版于2019年2月4日的直播版本(仅非语言类节目)。 |
| 新传媒8频道                                                                         | 新加坡                 | 2019年2月6日              | 13:30-18:30                                                   | 录制中央电视台中文国际频道亚洲版画面。                                     |

### 4K版本点播
本届春晚继续推出4K超高清点播版本，各地有线电视网4K智能机顶盒可以通过“央视专区”4K版应用，点播4K超高清春晚的节目内容。

## 零点敲钟时台词
任鲁豫：万家灯火时，四海笙歌起
李思思：春风十万里，九州新景开。
尼格买提：一年又一年，年是分界线
朱迅：一边是历史，一边是未来。
康辉：此刻，我们站在了年轮的门槛
任鲁豫：转眼，新春的气息将扑面而来。
李思思：让我们留恋地回头，向往岁致敬
尼格买提：将难忘的记忆，带进春光里的风情。
朱迅：让我们尽情地拥抱，向新春问好
康辉：把未来的憧憬，交给新时代的奋斗。
尼格买提：岁序常易，华章日新。
李思思：亲爱的朋友们2019年春天的大门已向我们徐徐打开
任鲁豫：亲爱的观众朋友们，零点的钟声，马上就要敲响了。此时此刻的中国山怀谁笑普天同庆，此时此刻的我们夕照河畔干台湾见。来的朋友们，让我们一起倒计时
全体合：10——9——8——美的集团向全球华人拜年（7——6——5）——4——3——2——1——过年好

## 影响
- 该届春晚是中央广播电视总台成立后制作的首个春晚。

## 商业广告

### 报时赞助商

#### 整点报时
- 广东佛山美的集团：【旁白】2019过更美的年，美的集团诚邀全球华人一起观看春节联欢晚会（表盘显示：美的集团诚邀全球华人一起观看春节联欢晚会）

#### 零点报时
- 广东佛山美的集团：【旁白】美的集团向全球华人拜年

### 赞助商
- 安徽亳州古井贡酒 年份原浆：过大年、喝古井、看春晚 古井贡酒 年份原浆
- 上海拼多多购物APP：观看拼多多购物APP九块九亿一两足金小金猪

### 独家互动合作伙伴
- 北京百度：“好运中国年”活动，“摇一摇”分9亿红包

## 技术应用与电视文化
本届春晚采用了4K、5G、VR、AR、AI等新技术。除首次实现5G信号传输外，本届春晚还首次应用智能语音识别字幕制作技术和4K超高清AR在线包装技术，同时使用天鹰座和无人机等多个特种设备的拍摄。在北京主会场一号演播大厅还会使用4K超高清主屏和大量冰屏。
2019年春晚将连续第四年设立分会场连线春晚，分别是吉林长春、江西吉安井冈山以及广东深圳。

### 吉林长春分会场
本届春晚的吉林长春分会场以“美丽吉林”为主题，舞台设在一汽集团总部大楼解放大厦前，因此在分会场中出现了包括汽车在内的元素，还包括了高铁、冰雪、民族等吉林地方元素。其中主舞台以红旗L5型轿车为原型设计，而多辆一汽自主品牌车型解放J7、奔腾T77、红旗H5亦在分会场上展示，在《时代号子》节目中还带来了飞车爬楼特技表演。另外一汽集团的员工亦有参与到《时代号子》节目的演出中。晚会播出后，吉林省的冰雪旅游出现火爆态势，也使一汽集团的关注度持续走高，各品牌官网、微博、微信公众号访问量大幅增长。長春分會場完整版節目於2019年2月5日（农历正月初一）21:10在中央电视台综艺频道首播。

### 江西吉安井冈山分会場
江西吉安井冈山分会场以“老区人民幸福年”为主题，完整版節目於2019年2月5日（农历正月初一）21:30在中央电视台综艺频道首播。

### 广东深圳分会場
广东深圳分会场以“拥抱春天”为主题，亦作為央視與深圳衛視合辦的“2019深圳春節聯歡晚會”主會場。舞台位於深圳市福田區市民中心广場地下通道正上方，而通道以採光玻璃照明，亦為往來中國鐵路及深圳地铁福田站之通道，故须避免影響春运期間的鐵路车站運作，並於確定晚會舉行地點20天內完成搭建工程。曾參與深圳市民中心項目設計工作的深圳市建築設計研究總院總工程師黃啟文表示，由於玻璃無法承受舞台中央部份的37公吨重量，故需利用「遇河搭橋」方法，對受力較大薄弱區域進行加固處理，並搭建巨型鋼樑及舖上鋼扳，相當於玻璃採光彬上搭橋以分散地面受力，後續舞台建設亦须在鋼面上進行，同時於廣場地面結構底部設置傳感仪，以監測變形數據及確保舞台處於安全狀態。經深圳市住建局、深圳市建築設計研究總院、中建鋼构深圳分公司及其他單位的協作下，當局於兩天內完成舞台荷載測算及鋼結構加固工程，並最終於18天內完成整個舞台的搭建工作。
另一方面，晚會邀請了深圳市內多間學校的學生參與演出，包括深圳大学、深圳市职业技术学院、深圳中学、深圳外国语学校、深圳市高级中学、深圳市第二实验学校学生舞蹈团、合唱团队共469人。然而綵排期間正值期末考試的時間，為減少影響應試，深圳外國語學校的參演學生將課本帶到綵排現場，邊排練邊複習功課。據該校舞蹈老師姜夢所述，參演學生於綵排期間採取早上應試、中午训練、下午應試、晚上綵排的模式。參演学生為求省时，會在綵排期間帶妝於後場休息区複習功课，並在不耽誤课的情況下，抽出所有业餘时间進行舞蹈綵排，亦會躺在地上入睡片刻以求爭取休息时间，亦有學生因參加綵排後來不及梳理髮型，且滿頭金粉的直接回校應試。據悉，該校舞蹈隊為最後獲悉能參與2019年央视深圳春晚的团队，能排練的時間為各队伍中最短，但其表现得到導演组所讚賞，並獲安排增加參與的舞蹈表演的環節數目。除學生外，深圳市內福田区、罗湖区、南山区、盐田区、宝安区、龙岗区、坪山区、光明区的教师舞蹈团、合唱团队共567人亦有參與晚會演出，参與教師於日間仍需進行教學工作，下课后奔赴綵排場地集中排练，有來自坪山区的受訪教師止表示每次參與集中排练需花兩小時到綵排場地，即使晚上11時完成綵排，仍需至凌晨1時才能回到家中。
除市民中心外，本届春晚深圳分会场的零点钟声敲响后的春节祝福环节，亦在前海自贸区、欢乐海岸、深圳北站取景，而比亚迪研制的云轨、云巴亦在本届春晚深圳分会场亮相。本届春晚深圳分会场的完整版节目于2月5日（农历正月初一）在中央电视台综艺频道和深圳卫视同步播出。

## 轶事与批评
- 魔术师刘谦时隔6年后重新登上春晚舞台，带来自称“35年来最神奇的魔术”《魔壶》。在表演中，刘谦用普通铁壶把清水变成红葡萄酒、白葡萄酒、豆汁、热红茶等各色饮料，最后还变出一堆白砂糖，令在场观众拍手称赞。然而，网友在微博上发布现场视频，显示刘谦在和要喝豆汁的观众互动时，身旁一名疑似助手的男子蹲着身走向刘谦，和刘谦交换了水壶，由于镜头角度，这一幕没有并没有被拍到[23][24]。对此，在场观众并未感到惊讶。此外，网友也指出刘谦的魔术早在1983年英国广播公司的圣诞节晚会上，由保罗·丹尼尔斯（英语：Paul Daniels）表演过，刘谦也曾在2018年湖南卫视的春晚上表演过这个魔术[25]。2月15日，刘谦在新浪微博回应称：可以用全家性命发誓“说没有托，就是没有托[註 9]”、“所有参与的观众没有经过排练，串通，我也没见过，不认识他们”，他还指出：现场观众观看该表演的效果与电视观众一致，现场表演未出现穿帮情形，网传视频并非由现场观众拍摄，但因为“牵扯到魔术行业的重要秘密”，无法透露更多细节。[26]由于相关言论未能平息风波，刘谦因此暂时离开荧屏，直至2024年春晚再次登上舞台[27]。
- 費玉清继2008年的《千里之外》后，在今年晚会上和陈慧琳演唱《今夜无眠》，这是他宣布隐退后最后一次亮相春晚[28]。
- 粤剧时隔34年再度出现在春晚主舞台，曾小敏、彭庆华、文汝清在戏曲环节《锦绣梨园》，表演了粤剧《粤韵新篇》[29]。
- 过去连续33届参与春晚的常客冯巩，并未参加今年的央视春晚，除夕当天在家乡天津过年。
- 2019年春晚除开头主持人康辉说“又一个己亥猪年”后[30]，除了在小品《办公室的故事》中出现了小猪佩奇的钥匙圈[31]，节目甚少提到猪，网友猜测这和穆斯林禁食猪肉习俗以及非洲猪瘟疫情有关，而新浪微博也屏蔽了“春晚没有猪”等搜索结果[32][33]。上一届猪年春晚也曾出现避谈猪的场景。
- 当时还在江西广播电视台任新闻主播的尹颂，一年后以《中央广播电视总台2019主持人大赛》优秀选手的身份和同样出自《主持人大赛》的张舒越主持了下一届（2020年）央视春晚，也是两人在央视主持的首个正式节目；不过不同的是，他2020年是在央视一号演播大厅担任主持。
- 本届春晚是中国之声时隔10年以来再次转播，也是中央广播电视总台广播频率第一次在转播春晚时加入实况解说，解决了部分春晚节目在广播环境下收听体验差的问题。

## 收視率

### 總體收視
本届春晚通过电视、广播、互联网、社交媒体多渠道多终端传播，海内外收视观众总规模达11.73亿人，通过新媒体端直播和点播春晚的用户规模为5.27亿人，国内通过电视端直播与电视时移收看春晚的观众达到了6.214亿人，通过海外长城平台收看央视春晚的观众规模达2480万人。根据CSM初步统计，2019年春晚跨屏总收视率达30.07%，网络端总收视率2.74%；尼爾森方面，根據网联海量融源收视率（全国网）的統計顯示，央视一套春晚收视率19.96%，并机直播总收视率28.70%、总收视份额69.65，總觸達率68.38%。

### 各頻道收視
| 中国 中央電視台 ／一線衛視 首播收视率 |          |                    |         |          |       |           |           |           |           |           |           |                           |
| 首播日期                              | 頻道     | 实际首播时间段     | CSM52   | CSM52    | CSM52 | CSM全国网 | CSM全国网 | CSM全国网 | CSM16省网 | CSM16省网 | CSM16省网 | 备注                      |
| 首播日期                              | 頻道     | 实际首播时间段     | 收视率  | 市场份额 | 排名  | 收视率    | 市场份额  | 排名      | 收视率    | 市场份额  | 排名      | 备注                      |
| 2019年2月4日                          | 深圳卫视 | 20:00:00－00:48:00 | 999.649 | 917.145  | 1     | 995.470   | 985.790   | 1         | 不適用    | 不適用    | 不適用    | 全國網城域96.32、份額98.2 |
| 2019年2月4日                          | CCTV-3   | 20:00:00－00:48:00 | 3.58    | 10.867   | 2     | 3.76      | 10.82     | 3         | 不適用    | 不適用    | 不適用    | 全國網城域3.93、份額11.3  |
| 2019年2月4日                          | 东方卫视 | 20:00:00－00:48:00 | 1.428   | 4.325    | 3     | 1.8       | 5.19      | 6         | 1.935     | 5.235     | 1         | 全國網城域2.12、份額6.01  |
| 2019年2月4日                          | 浙江卫视 | 20:00:00－00:48:00 | 1.279   | 3.873    | 5     | 0.93      | 2.67      | 9         | 0.691     | 1.869     | 5         | 全國網城域1.22、份額3.49  |
| 2019年2月4日                          | 广东卫视 | 20:00:00－00:48:00 | 0.82    | 2.488    | 6     | 0.77      | 2.2       | 14        | 0.949     | 2.574     | 3         | 全國網城域0.68、份額1.97  |
| 2019年2月4日                          | 江苏卫视 | 20:00:00－00:48:00 | 0.489   | 1.485    | 7     | 0.63      | 1.83      | 16        | 0.902     | 2.445     | 4         |                           |
| 2019年2月4日                          | 安徽卫视 | 20:00:00－00:48:00 | 1.4     | 4.249    | 4     | 0.73      | 2.79      | 15        | 0.596     | 1.616     | 7         | 全國網城域1.01、份額2.91  |

1. 数据由广视索福瑞提供，调查范围为四岁以上之观众。
2. 以上收视排名包括央视在内。16省網排名不含央視
3. 数据来源：卫视这些事儿、TV未知数